# Willunga
Willunga är en ort i Australien. Den ligger i regionen Onkaparinga och delstaten South Australia, omkring 38 kilometer söder om delstatshuvudstaden Adelaide. Antalet invånare är 502.
Närmaste större samhälle är Morphett Vale, omkring 16 kilometer norr om Willunga. 
Trakten runt Willunga består till största delen av jordbruksmark. Runt Willunga är det glesbefolkat, med 19 invånare per kvadratkilometer. Genomsnittlig årsnederbörd är 729 millimeter. Den regnigaste månaden är juni, med i genomsnitt 133 mm nederbörd, och den torraste är december, med 21 mm nederbörd.